# Anolis macrinii
Anolis macrinii (аноліс Макрініуса) — вид ігуаноподібних ящірок родини анолісових (Dactyloidae). Ендемік Мексики.

## Поширення і екологія
Аноліси Макрініуса мешкають в передгір'ях Південної Сьєрра-Мадре в околицях Почутли в штаті Оахака. Вони живуть в сухих тропічних лісах та на кавових плантаціях, на висоті від 600 до 800 м над рівнем моря.